# 西部公園

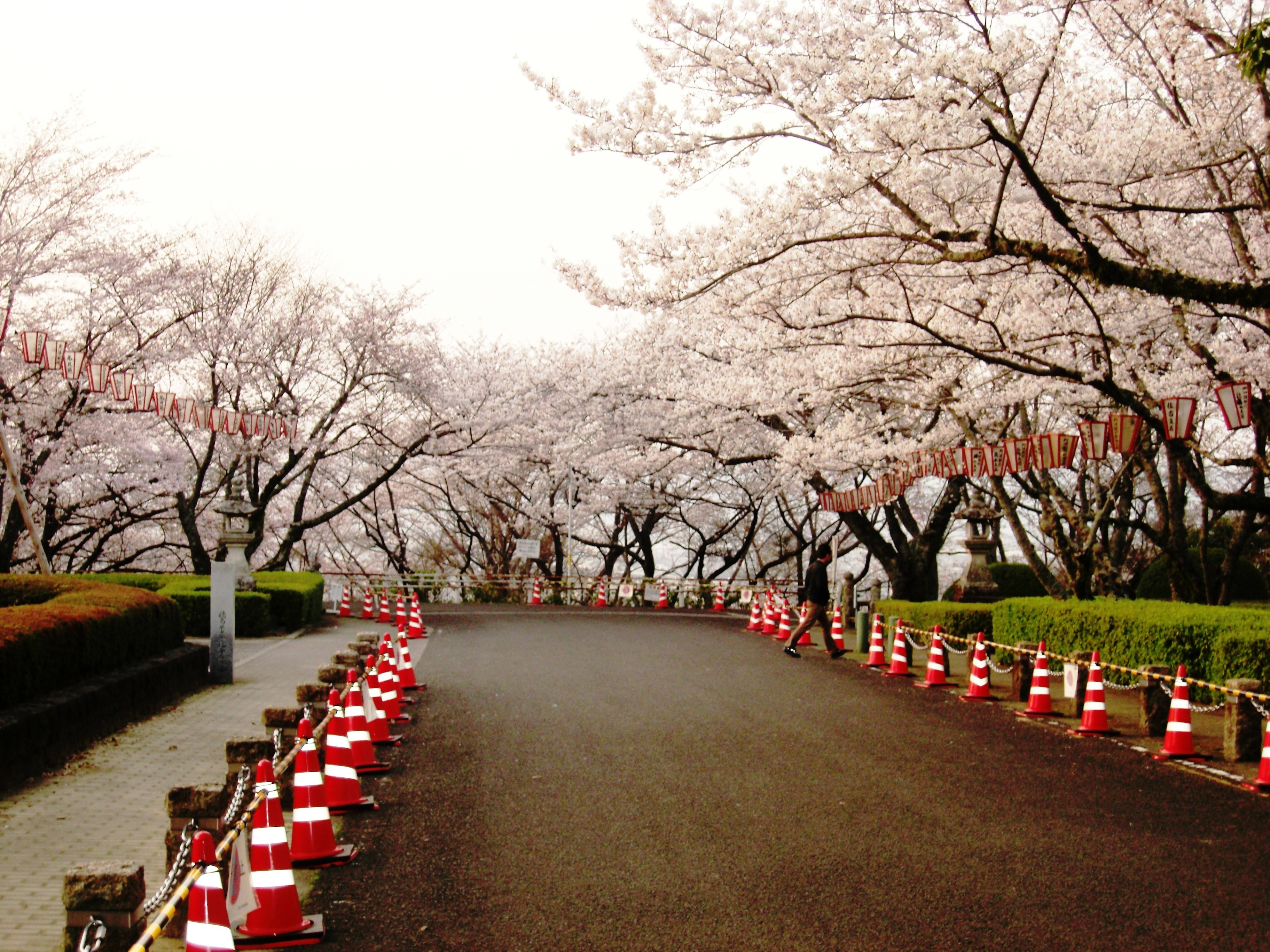
桜並木

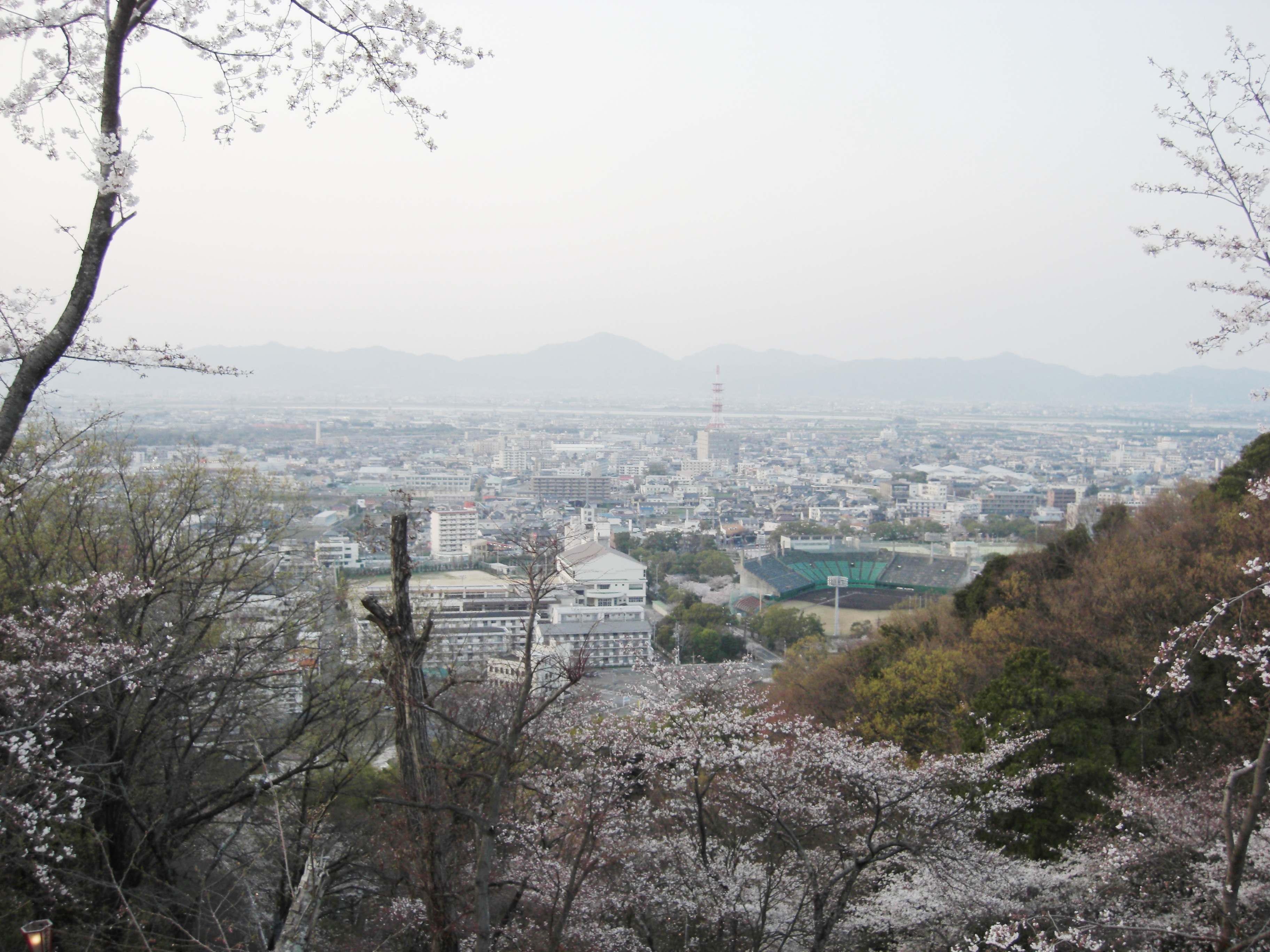
公園から見た徳島市

西部公園（せいぶこうえん、英語：Sebu Park）は、徳島県徳島市の眉山にある公園。公園内には500本の染井吉野が植えられており、日本さくら名所100選に指定されている。県内有数のお花見の名所である。

## 概要
1958年（昭和33年）3月31日に旧徳島陸軍墓地があった場所を公園整備し開設。開設当時より市民からサクラやツツジの名所として慕われており、1986年から1988年の間、桜を活かす為の再整備が行われた。公園内は日本さくらの会より日本さくら名所100選に選定されている。
1991年に眉山の湧き水を利用して、蜂須賀家がお茶用の水として愛用していた桐の水が復活した。西部公園は眉山ドライブウェイの終点部となっており、眉山東南には眉山公園がある。

## 公園内の施設

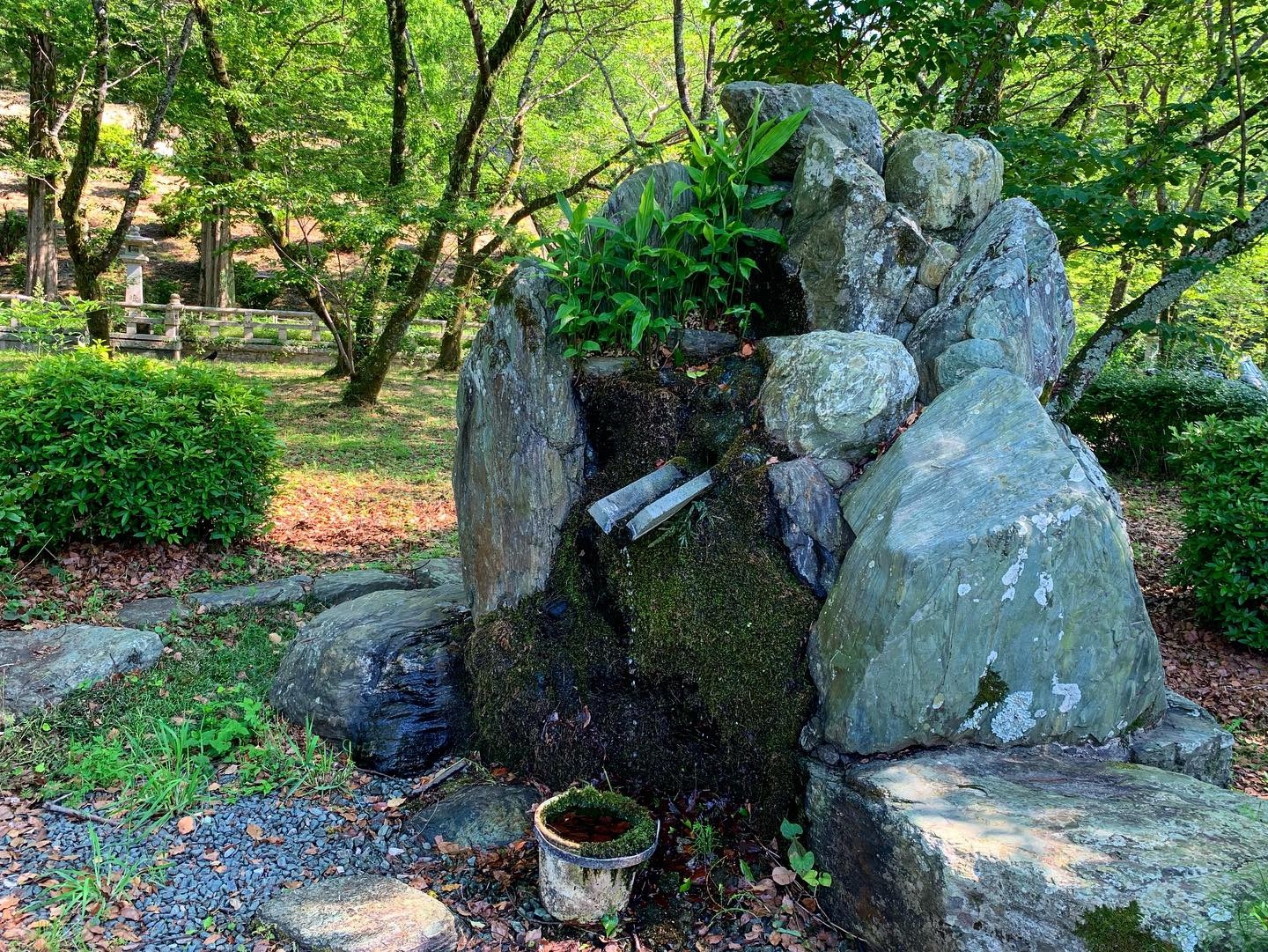
桐の水

- 桐の水

## 交通
- 徳島ICから国道11号、国道192号経由、20分。
- JR徳島線蔵本駅から徒歩30分。